# APF Imagination Machine
APF Imagination Machine — комбинация домашней игровой консоли и домашнего компьютера, выпущенная APF Electronics Inc. в конце 1979 года.

## Описание
Состоит из двух отдельных компонентов: игровой системы APF-M1000 и дополнительного стыковочного узла с полноразмерной клавиатурой и ленточным накопителем. Устройство создавалось специально, чтобы конкурировать с Atari 2600.